# Банщиково (Шелопугінський район)
Ба́нщиково (рос. Банщиково) — село у складі Шелопугінського району Забайкальського краю, Росія. Входить до складу Шелопугінського сільського поселення.

## Населення
Населення — 124 особи (2010; 168 у 2002).
Національний склад (станом на 2002 рік):
- росіяни — 100 %